# Спільна сумісна власність
Спільна сумісна власність — спільна власність двох або більше осіб без визначення часток кожного з них у праві власності.
Майно, набуте в результаті спільної праці та за спільні грошові кошти членів сім'ї, є їхньою спільною сумісною власністю,
якщо інше не встановлено договором, укладеним у письмовій формі.

## Суб'єкти
Суб'єктами права спільної сумісної власності можуть бути
фізичні особи, юридичні особи, а також держава, територіальні громади, якщо інше не встановлено законом.

## Спільна сумісна власність подружжя
Майно, набуте подружжям за час шлюбу, є їхньою спільною сумісною власністю, якщо інше не встановлено договором або законом.

## Спільна сумісна власність на нерухоме майно
Спільна сумісна власність на нерухоме майно — це спільне право (володіння, користування, розпорядження) на об'єкт нерухомого майна двох або більше осіб без визначення часток кожного з них у цьому праві.
Частинами сьомою та чотирнадцятою статті 16 Закону України «Про державну реєстрацію речових прав на нерухоме майно та їх обтяжень» (далі — Закон) державна реєстрація речових прав на нерухоме майно (далі — державна реєстрація прав) проводиться на підставі заяви власника, іншого правонабувача, сторони правочину, за яким виникло право, уповноваженої ними особи або державного кадастрового реєстратора у випадках, передбачених цим Законом.
Форма і вимоги до заповнення заяв та запитів, що подаються до органу державної реєстрації прав, а також форма і вимоги до оформлення рішень, що приймаються у зв'язку з проведенням державної реєстрації прав, взяттям на облік безхазяйного нерухомого майна та наданням інформації з Державного реєстру речових прав на нерухоме майно, установлюються відповідно до законодавства.

## Спільна власність в багатоквартирному будинку
Відповідно до Закону України “Про особливості здійснення права власності в багатоквартирному будинку”, співвласник — це власник квартири або нежитлового приміщення в багатоквартирному будинку. Тобто, приймати рішення про управління спільним майном чи всім багатоквартирним будинком мають право тільки співвласники, тобто ті особи, які володіють певним майном всередині багатоквартирного будинку. Всі інші особи, які проживають у будинку, мають в ньому зареєстроване місце проживання, є членами родини власника, не можуть впливати на те, що відбувається в багатоквартирному будинку. Вони є звичайними мешканцями, а співвласники це саме ті особи, які вказані власниками квартир та нежитлових приміщень у багатоквартирному будинку у Державному реєстрі речових прав на нерухоме майно. Мешканці все ж таки можуть долучатися до активностей, сплачувати кошти на реалізацію певних покращень у будинку, але право голосу мають тільки співвласники такого будинку.

## Здійснення права спільної сумісної власності
Співвласники майна, що є у спільній сумісній власності, володіють і користуються ним спільно, якщо інше не встановлено домовленістю між ними. Розпоряджання майном, що є у спільній сумісній власності, здійснюється за згодою всіх співвласників. У разі вчинення одним із співвласників правочину щодо розпорядження спільним майном вважається, що він вчинений за згодою всіх співвласників. Згода співвласників на вчинення правочину щодо розпорядження спільним майном, який підлягає нотаріальному посвідченню та (або) державній реєстрації, має бути висловлена письмово і нотаріально посвідчена. Співвласники мають право уповноважити одного з них на вчинення правочинів щодо розпорядження спільним майном. Правочин щодо розпорядження спільним майном, вчинений одним із співвласників, може бути визнаний судом недійсним за позовом іншого співвласника у разі відсутності у співвласника, який вчинив правочин, необхідних повноважень.

## Виноски
1. ↑  [[ЦК України]] (ст. 368–369). Архів оригіналу за 7 травня 2013. Процитовано 24 квітня 2013.
2. ↑  Реєстрація права спільної власності на нерухоме майно. Архів оригіналу за 20 березня 2019. Процитовано 24 квітня 2013.
3. ↑  Закон України № 417-VIII від 14 травня 2015 року "Про особливості здійснення права власності у багатоквартирному будинку" (із змінами)
4. ↑  Різниця між співвласником багатоквартирного будинку та мешканця. 14.08.2020